# Houédogli
Houédogli est un arrondissement du département du Couffo au Bénin.

## Géographie
Houédogli est une division administrative sous la juridiction de la commune de Toviklin,.

## Démographie
Selon le recensement de la population effectué par l'Institut National de la Statistique Bénin en 2013, Houédogli compte 16066 habitants pour une population masculine de 7386 contre 8680 femmes pour un ménage de 3182.